# Réseau d'excellence
Un Réseau d’Excellence (ou Network of Excellence, abrégé NoE) est un nom de catégorie (un « instrument » selon les normes de la Commission Européenne) d’un projet de recherche de taille moyenne cofinancé par la Commission européenne dans le sixième et le septième programme-cadre (FP6 et FP7, 2002-2013). Selon le site du FP6, ces projets ont « pour but de renforcer l’excellence scientifique et technologique sur un sujet particulier, par l’intégration durable des moyens de recherche des participants ». 
Les projets NoE nécessitent la participation de trois différents pays membre de l’Union Européenne. Cependant, il est généralement attendu que les projets impliquent au moins six pays. Les bourses sont accordées pendant un maximum de 7 ans. Le budget accordé par la Commission Européenne varie de un à six millions d’euros par an, le chiffre dépendant du nombre de chercheurs impliqués.
Un projet NoE ne doit pas être considéré comme un projet de recherche, étant donné que son but n’est pas de mener des recherches, mais plutôt de contribuer à la clarification des concepts dans le champ qu’il recouvre.

## Exemples de NoE
- Ecnis (Environmental Cancer Risk, Nutrition and Individual Susceptibility)
- EMANICS (Management of Internet Technologies and Complex Services)
- EURON (European Robotics Research Network)
- FIDIS (Future of Identity in the Information Society)
- InterMedia NOE (Interactive Media with Personal Networked Devices)
- PHOTONICS4LIFE (Light-based technologies applied to the life sciences and medicine)
- S-Cube (Software Services and Systems Network)
- Euro-NF (Anticipating the Network of the Future - From Theory to Design) http://euronf.org
- EUR-Oceans ((en) « EURopean network of excellence for OCean Ecosystems ANalysiS »)
- VINF "Virtual Institute of Nano Films" (Nanostructured and nanosized coatings)

## Autres instruments
- STReP (Specific Targeted Research Projects)
- Integrated Project (IP)

## Crédit d'auteurs
- (en) Cet article est partiellement ou en totalité issu de l’article de Wikipédia en anglais intitulé « Network of Excellence » (voir la liste des auteurs).